# Niederurnen
Niederurnen est une localité et une ancienne commune suisse du canton de Glaris, située dans la commune de Glaris Nord.

## Géographie

Photo aérienne prise à 800 m par Walter Mittelholzer (1919).

Selon l'Office fédéral de la statistique, l'ancienne commune de Niederurnen mesurait 14,11 km2 et comprenait la localité de Ziegelbrücke. Elle était limitrophe de Bilten, Mollis et Oberurnen, ainsi que de Schänis et Weesen dans le canton de Saint-Gall, et de Schübelbach dans le canton de Schwytz.

## Démographie
Selon l'Office fédéral de la statistique, Niederurnen compte 3 928 habitants fin 2022. Sa densité de population atteint 278 hab./km2.
Le graphique suivant résume l'évolution de la population de Niederurnen entre 1850 et 2008 :

## Culture et patrimoine

### Héraldique
| Blason | Blasonnement : Ecartelé, au 1 et au 4, d'or à la bande de sable chargée de trois étoiles d'argent, au 2 et au 3, d'or à l'ancre de sable portée en barre. |